# 齐鲁师范学院
齐鲁师范学院为山东省济南市的一所高校。
齐鲁师范学院有历下和章丘两个校区，占地面积近1300亩，校舍建筑面积22.1万多平方米。教学、科研仪器设备总值5800万元。学校有16个教学单位，设置普通本科专业22个，专科专业32个，有全日制在校生1.1万人，业余学历教育及自学考试学员1.3万余人。
截至2013年9月，齐鲁师范学院建有马克思主义理论、教育学、化学、生物学4个校级重点学科。

## 校史
- 1948年9月，华东大学教育学院成立。
- 1949年1月，学校更名为山东教育行政干部学校。
- 1950年9月，学校更名为山东省中等学校教员训练班。
- 1953年，学校更名为山东省中学教师进修学校。
- 1956年，学校分成山东省速成师范专科学校和山东省教育干部学校。
- 1957年，山东省速成师范专科学校更名为山东省教师进修学院。
- 1958年2月，山东省教师进修学院与山东省教育干部学校合并为山东省教育干部学校。
- 1960年，学校更名为山东教育学院。
- 1966年初，学校更名为山东省教师进修学校。
- 1970年6月至1977年间学校停办。
- 1978年6月，学校更名为山东省教育学院。
- 2010年4月，学校升格并更名为齐鲁师范学院。[2]

## 院系设置
截至2014年3月，齐鲁师范学院设有政治与社会发展学院、教师教育学院、文学院、外国语学院、经济学院、管理学院、数学学院、物理与电子工程学院、化学与化工学院、生命科学学院、信息科学与工程学院、地理与旅游学院、音乐学院、美术学院、体育学院和继续教育学院16个教学单位，设置普通本科专业22个，专科专业32个，其中普通本科专业涵盖经济学、法学、教育学、文学、历史学、理学、工学、管理学、艺术学等9个学科门类。
| 学院名称                           | 本科专业 | 专科专业                                                     |
| ---------------------------------- | --- | ------------------------------------------------------------ |
| 政治与社会发展学院(马克思主义学院) | 思想政治教育 | 社会工作                                                     |
| 历史与社会发展学院                 | 历史学、地理科学 | 旅游管理、社会工作                                           |
| 教师教育学院                       | 小学教育（师范类）、学前教育（师范类）、心理学                                                                             | 学前教育（师范类）、学前教育（师范类，中澳合作）             |
| 文学院                             | 汉语言文学、广播电视学 | 文秘                                                         |
| 外国语学院                         | 英语（师范类） | 商务英语、商务英语（航空乘务方向）、商务英语（航空服务方向） |
| 音乐学院                           | 音乐学（师范类）、舞蹈学                                                                                                   | 音乐教育（师范类）、音乐表演                                 |
| 美术学院（历下校区）               | 美术学(师范类)、书法学（师范类）                                                                                           | 美术教育(师范类)、装潢艺术设计、视觉传达设计                 |
| 经济与管理学院                     | 市场营销、经济与金融、财务管理                                                                                             | 市场营销、人力资源管理、会计电算化、会计与统计核算           |
| 数学学院                           | 数学与应用数学、信息与计算科学                                                                                             |                                                              |
| 物理与电子工程学院                 | 物理学（校企合作培养、智能电子方向）                                                                                       | 电子信息工程技术、应用电子技术                               |
| 化学与化工学院                     | 化学 | 应用化工技术、环境监测与评价、化学制药技术                   |
| 生命科学学院                       | 生物科学（师范类）、园林、食品质量与安全                                                                                   | 生物技术及应用、食品营养与检测                               |
| 信息科学与工程学院                 | 计算机科学与技术、物联网工程、计算机科学与技术（校企合作培养，软件外包方向）、计算机科学与技术（校企合作培养，物联网方向） | 计算机应用技术、计算机网络技术                               |
| 体育学院                           | 体育教育 | 社会体育、体育服务与管理（民航空中安全保卫方向）             |
| 继续教育学院                       | |                                                              |

## 师资力量
截至2014年3月，齐鲁师范学院有教职工725人，专任教师470人，其中教授74人，副教授97人，具有博士、硕士学位者405余人。学校有终身享受国务院特殊津贴专家4人，“富民兴鲁”劳动奖章获得者2人，山东省有突出贡献的中青年专家1人，全国优秀教师、山东省教学名师、优秀教师、师德标兵、中青年学术骨干等20余人，在山东大学、山东师范大学、曲阜师范大学等高校兼职硕士研究生导师70余人。著名学者、博士生导师欧阳中石先生被聘为学校学术委员会首席顾问；多位国内外知名专家被聘为学校客座教授和兼职教授；引进国家“万人计划”海外高层次人才、省内外高校及科研单位高水平专家15名。学校有2个课程教学团队被评为省级教学团队

### 山东省高等学校省级教学团队
| 团队名称             | 带头人 | 入选时间 |
| -------------------- | ------ | -------- |
| 仪器分析课程教学团队 | 魏培海 | 2009     |
| 思想政治教育教学团队 | 陈海燕 | 2011     |

### 省级教学名师（4人）
陈海燕、魏培海、吴冰沁、宋继和。